# Emutinggaole
Emutinggaole (kinesiska: 额木廷高勒, 额木廷高勒苏木) är en socken i Kina. Den ligger i den autonoma regionen Inre Mongoliet, i den norra delen av landet, omkring 940 kilometer nordost om regionhuvudstaden Hohhot.
Genomsnittlig årsnederbörd är 586 millimeter. Den regnigaste månaden är juli, med i genomsnitt 163 mm nederbörd, och den torraste är februari, med 3 mm nederbörd.